# Спокен (река)
Спокен (енгл. Spokane River) је река која протиче кроз САД. Дуга је 179 km. Протиче кроз америчке савезне државе Вашингтон и Ајдахо. Улива се у реку Колумбија.